# Filip Hernández Martínez
Felipe Hernández Martínez (ur. 14 marca 1913 w Villena, zm. 27 lipca 1936 w Sarria) – hiszpański salezjanin, męczennik i błogosławiony Kościoła katolickiego.

## Życiorys
Felipe Hernández Martínez urodził się 14 marca 1913 roku. W wieku 9 lat rozpoczął naukę w Kolegium Salezjańskim w rodzinnym mieście, a w 1924 roku wstąpił do seminarium w Campello. W 1929 roku odbył nowicjat w Geronie, i rok później 1 sierpnia 1930 roku złożył śluby zakonne. W październiku 1935 roku wyjechał do Carabanchel Alto w celu rozpoczęcia studiów z teologii. Zmarł w czasie wojny domowej w Hiszpanii.
Został beatyfikowany 11 marca 2001 roku przez papieża Jana Pawła II w grupie 233 męczenników hiszpańskiej wojny domowej.